# Status Quo (banda)
Status Quo es una banda británica de rock fundada en Londres en 1962, por el vocalista y guitarrista Francis Rossi y por el bajista Alan Lancaster. En el segundo semestre de 1967 Rick Parfitt ingresó a la banda como guitarrista rítmico y ocasionalmente cantante, y tras algunos cambios en su alineación y luego de presentarse con diferentes nombres, la banda debutó discográficamente como Status Quo en 1968 con el sencillo «Pictures of Matchstick Men».
Durante sus primeras producciones su sonido estaba más ligado al rock, beat y rock psicodélico, sin embargo, desde la década de 1970 cambiaron su estilo hacia el hard rock, pero sobre todo al boogie rock. En 1981 el baterista John Coghlan renunció a la banda, que dio término a la clásica alineación llamada por la prensa como the frantic four. Durante la segunda mitad de los ochenta y luego de la llegada de John Edwards y Jeff Rich, en reemplazo de Lancaster y de Pete Kircher respectivamente, la banda adoptó elementos del pop rock en sus discos Ain't Complaining (1988) y Perfect Remedy (1989), que les significó ser criticados tanto por la prensa inglesa como por sus fanáticos. Desde la década de 1990 han publicado una decena de álbumes con su característico sonido, como también algunas producciones de versiones a otros artistas, pero los problemas de salud de Rick Parfitt causaron que algunos de sus conciertos fueran cancelados en los últimos años.
Por otra parte, a lo largo de su carrera han recibido varios premios y condecoraciones como el Silver Clef Award (1981), Brit Awards (1991), World Music Award (1991) y UK Festival Award (2005), entre otros. Incluso la organización inglesa PRS for Music los escogió como la banda británica más exitosa por dos años consecutivos, en 2008 y 2009. También poseen varios récords como por ejemplo es la agrupación que más veces ha tocado en el Wembley Arena de Londres (47 ocasiones) y la banda con la mayor cantidad de apariciones en el programa Top of the Pops, con 106 presentaciones desde 1968. Adicional a ello, hasta el 2006 se estimó que habían dado más de 7000 conciertos en vivo y habían posicionado 67 sencillos y 40 álbumes en la lista británica, durante cinco décadas consecutivas.
Status Quo es considerada una de las bandas más exitosas del Reino Unido, cuyas ventas fluctúan entre los 118 y 120 millones de copias vendidas alrededor del mundo.

## Historia

### Formación y primeros años

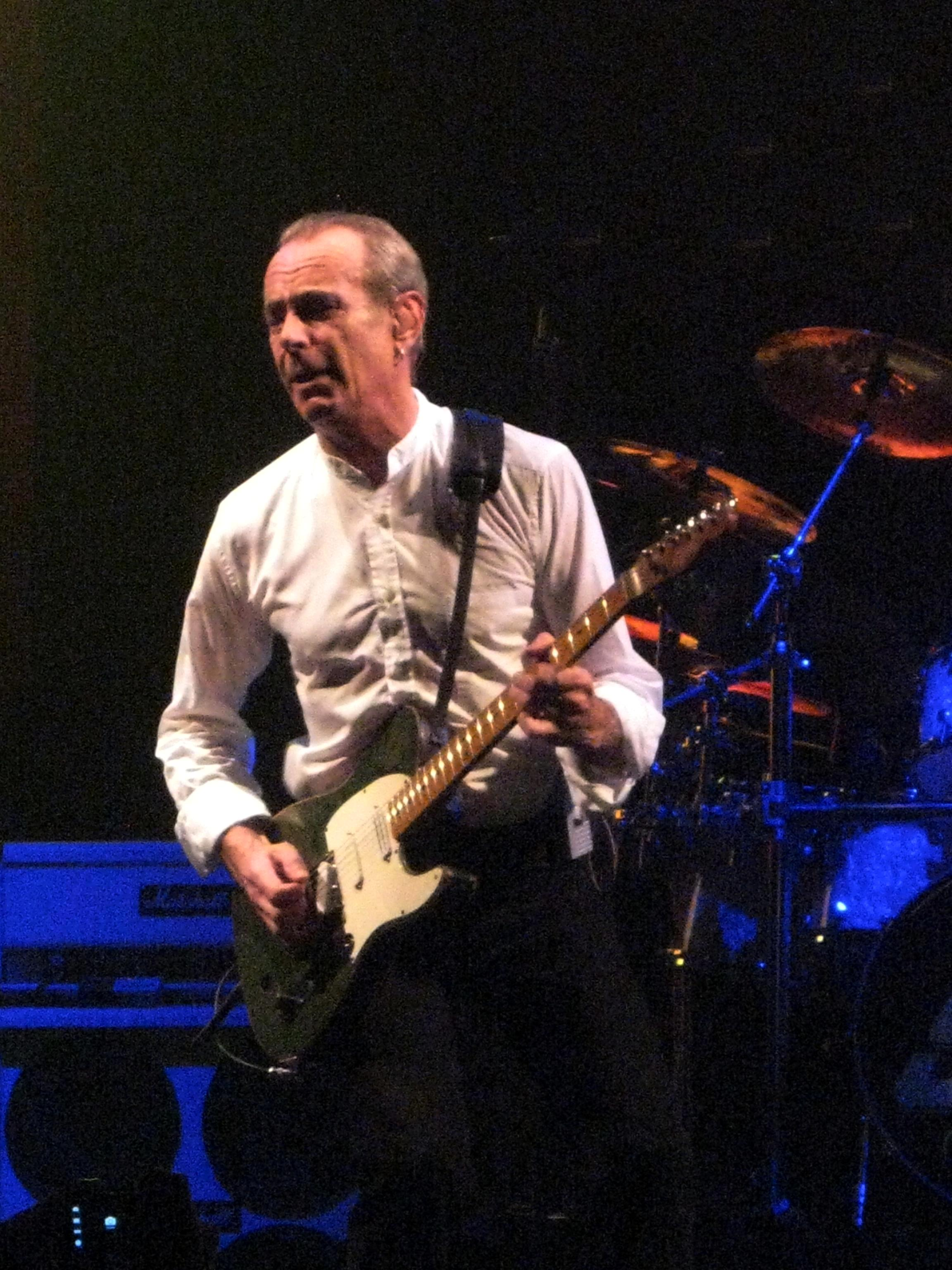
Francis Rossi en 2005, uno de los fundadores de Status Quo.

La banda se fundó en 1962 por el vocalista y guitarrista Francis Rossi y por el bajista Alan Lancaster, mientras estudiaban en la escuela Sedgehill Comprehensive de Catford al sureste de Londres. Para completar la formación se les unió sus compañeros de curso Alan Key en la batería y Jess Jaworski en los teclados, y se bautizaron originalmente como The Scorpions. A los pocos meses después Key fue reemplazado por John Coghlan y su nombre cambió a The Spectres, cuyo primer concierto que dieron se realizó en el Samuel Jones Sports Club de Dulwich, al sur de Londres. Desde ese entonces tocaron en pequeños eventos versionando a artistas de la época y tocando algunas composiciones de Rossi, aunque sin la participación de Jaworski, ya que fue reemplazado por Roy Lynes. En 1965, mientras daban un show en un campamento de verano cerca de Minehead, conocieron al guitarrista Rick Parfitt que por ese entonces tocaba en la banda The Highlights bajo el seudónimo de Rick Harrison.
El 18 de julio de 1966 firmaron un contrato con Piccadilly Records, una subsidiaria de Pye Records, con la que lanzaron sus primeros sencillos; «I (Who Have Nothing)» y «Hurdy Gurdy Man» en el mismo año, y en 1967 publicaron «(We Ain't Got) Nothing Yet» —original de los neoyorkinos Blue Magoos— que no lograron una repercusión en la lista británica.

### Llegada de Parfitt y los primeros álbumes
En 1967 cambiaron nuevamente su nombre esta vez a Traffic Jam y pusieron a la venta el sencillo «Almost But Not Quite There», que no obtuvo resultados comerciales favorables. Durante aquel mismo tiempo tuvieron una discusión por el uso del nombre con Steve Winwood de Traffic, ya que el cantante afirmó que lo había inscrito primero y esto podría causar una confusión en la escena musical británica. Por otro lado, en el segundo semestre de 1967 Rick Parfitt renunció a su antiguo grupo e ingresó a la banda como guitarrista rítmico y en ocasiones como cantante. Con su llegada cambiaron su nombre a Status Quo —con la idea de que no los confundieran con Traffic— que de acuerdo con ellos mismos, era un nombre más fácil para que la gente los recordara.
La primera grabación como Status Quo fue el sencillo «Pictures of Matchstick Men», que logró el séptimo lugar en la lista UK Singles Chart y alcanzó el puesto 12 en el Billboard Hot 100 de los Estados Unidos, siendo desde entonces su único éxito en el país norteamericano. Adicional a ello, se convirtió en uno de los sencillos más exitosos de 1968 con varias ventas por varios países del mundo, entre ellos Argentina, Brasil, Canadá, Alemania, Suiza, Países Bajos, Suecia, Sudáfrica y Australia. Meses más tarde publicaron su álbum debut Picturesque Matchstickable Messages from the Status Quo, cuyo sonido estaba más orientado hacia el rock psicodélico. De él se extrajeron algunos sencillos promocionales, de los que destacó «Ice in the Sun» que se posicionó en el octavo lugar del conteo británico de sencillos. Durante la pequeña gira promocional, ingresó como roadie el inglés Bob Young, que años más tarde llegaría a ser uno de los principales coescritores de las canciones de la banda.
Al año siguiente publicaron Spare Parts, que recibió nula atención en los mercados y que además fue criticado por su pésimo resultado musical en comparación con su disco debut. Al no obtener una recepción comercial favorable, muchos críticos los denominaron por aquel entonces como una banda one-hit wonder. Tras las críticas, decidieron abandonar las raíces psicodélicas para acercarse hacia el hard rock y sobre todo al boogie rock, e incluso cambiaron su manera de vestir, para usar ropa de mezclilla y camisas que llegó a ser una de sus marcas registradas durante la década de los setenta. En agosto de 1970 apareció en el mercado Ma Kelly's Greasy Spoon, que a pesar de tener un sonido más pesado que el disco anterior, igual recibió poca atención en el Reino Unido. Aun así su sencillo promocional «Down the Dustpipe» ingresó entre los quince más vendidos de la lista británica. A fines del mismo año el teclista Roy Lynes anunció su retiro del grupo, que años más tarde se supo que renunció porque no se sentía cómodo con la vida de famoso. En noviembre de 1971 apareció su cuarto álbum de estudio Dog of Two Head, que de acuerdo con el sitio Allmusic es considerado como el trabajo seminal de su característico sonido.

### Década de los setenta y el éxito comercial

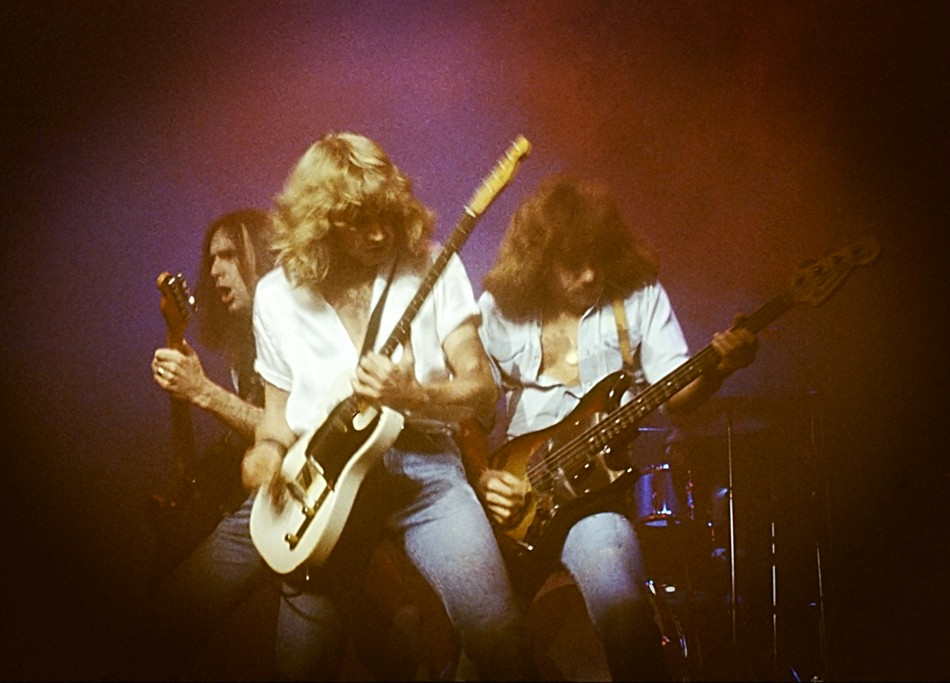
Status Quo en vivo en 1978 en el Hammersmith Odeon de Londres.

Luego de participar en el Festival de Reading en agosto de 1972, su presentación llamó la atención de los ejecutivos de Vertigo Records quienes les ofrecieron un nuevo contrato discográfico, que destacó por poseer un mayor apoyo comercial que con Pye Records. Su primer lanzamiento con Vertigo fue el sencillo «Paper Plane», que llegó hasta la octava posición en el Reino Unido, y que además sirvió de preludio para el disco Piledriver, considerado como el álbum que definió por completo el sonido de la banda; una fluctuación entre hard rock y boogie rock. Adicional a ello, llegó a ser su primer álbum de estudio en ingresar en los UK Albums Chart, ya que alcanzó el puesto 5 solo días después de su publicación. Al año siguiente, Hello! se convirtió en su primer disco en ser certificado con disco de oro por la British Phonographic Industry, tras vender más de 100 000 copias y además fue el primero en alcanzar el primer lugar en el Reino Unido. En 1974 y con un éxito similar al disco anterior fue recibido su séptima producción de estudio Quo, que además obtuvo buenas críticas de la prensa especializada.
En noviembre de 1974 publicaron el sencillo «Down Down», que logró el primer puesto en el Reino Unido y que sirvió de promoción para el disco On the Level, que salió a la venta en febrero de 1975 y que se convirtió en una de sus producciones más exitosas de los años setenta. En 1976 fueron invitados a realizar una versión de «Getting Better» de sus compatriotas The Beatles, para el documental musical All This and World War II. En ese mismo año también publicaron Blue for You, que llegó a ser su tercera producción en alcanzar el puesto 1 en su propio país. Durante su respectiva gira se registró material para su primer disco en directo titulado simplemente Live!, cuya grabación se llevó a cabo el 27 y 29 de septiembre de 1976 en el Apollo Theatre de Glasgow. Cabe mencionar que durante dicho tour ingresó el teclista Andy Bown como miembro activo del grupo, que previamente había participado como músico de sesión en Hello de 1973.
Por aquel mismo tiempo la banda firmó un contrato de publicidad con la marca Levi Strauss & Co., donde cientos de carteles fueron ubicados en varias ciudades británicas mostrando a los integrantes del grupo usando sus respectivos jeans. Este hecho convirtió a Status Quo en uno de los primeros grupos de rock en conseguir contratos con grandes marcas ajenas a la escena musical. En noviembre de 1977 pusieron a la venta Rockin' All Over the World, que se convirtió en uno de sus álbumes más vendidos en el mundo con más de siete millones de copias comercializadas hasta 1997. Un año más tarde lanzaron If You Can't Stand the Heat, que mantuvo el éxito comercial de sus predecesores, ya que se ubicó en los top 20 de varios países europeos. En octubre de 1979 publicaron su duodécimo álbum de estudio Whatever You Want, que como se esperaba fue un gran éxito en el Reino Unido ya que logró el tercer puesto en la lista inglesa y recibió disco de oro en su propio país, solo un par de días después.

### Los ochenta y cambios en la alineación

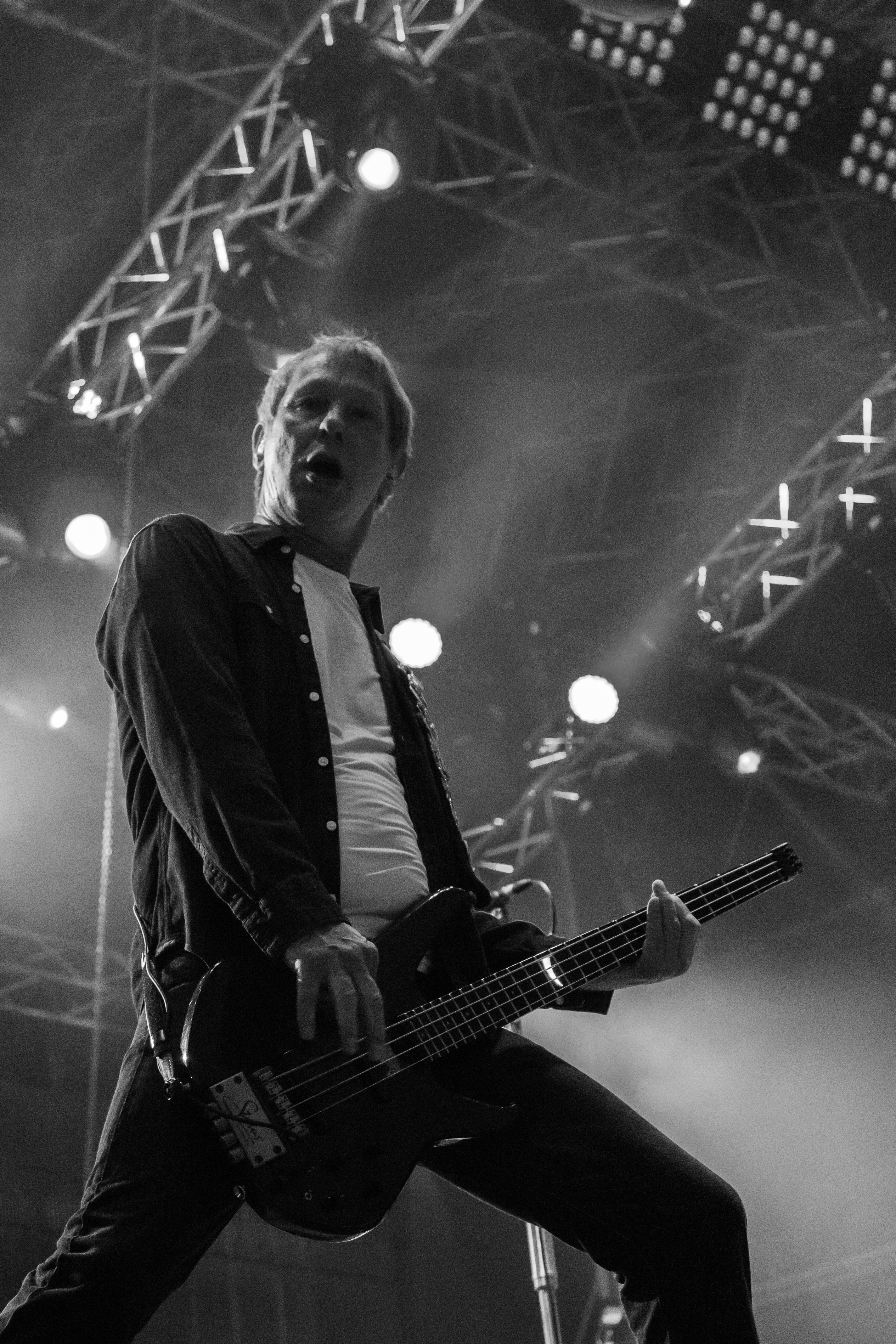
El bajista John Edwards en vivo en el See-Rock Festival de 2014.

Con la llegada de los años 1980 y con la publicación de Just Supposin' y Never Too Late la banda decidió dar un cambio en su sonido, alejándose del hard rock hacia un rock más comercial e incluso adoptaron algunos elementos del new wave. A pesar de ello lograron mantener su éxito en su propio país, ya que ambos se posicionaron en los top 5 del conteo inglés. Por aquel entonces comenzaron aparecer las primeras fricciones de los miembros de la banda, que agravado por un excesivo consumo de cocaína y otras drogas, conllevó al fin de la clásica formación llamada the frantic four. Dichas tensiones significó la renuncia del baterista John Coghlan a fines de 1981 para enfocarse en su banda Diesel, que había formado en 1977. Para reemplazarlo contrataron a Pete Kircher, conocido en el Reino Unido como baterista de Honeybus, cuya entrada ocurrió solo semanas antes de la grabación de 1+9+8+2. Con su décimo quinto disco de estudio, conmemoraron los primeros 20 años desde que Rossi y Lancaster fundaron el grupo, y que además logró muy buenos resultados en las listas musicales, ya que se convirtió en su cuarto y hasta ahora último trabajo en obtener el primer lugar de la lista británica.
En 1982 fueron invitados para tocar en un evento benéfico de la fundación The Prince's Trust, creado por el príncipe Carlos. Dicha presentación se realizó en el National Exhibition Centre de Birmingham, la que fue grabada y posteriormente lanzada como álbum en vivo bajo el nombre de Live at the N.E.C.. En 1983 publicaron Back to Back, que se convirtió en el último trabajo con la participación de Lancaster y Kircher, ya que luego de su gira promocional ambos anunciaron su retiro. A finales de 1984 mientras la banda pasaba por un período de inactividad, Bob Geldof invitó a Rossi y a Parfitt para colaborar junto a otros artistas musicales en el proyecto Band Aid, donde grabaron el sencillo «Do They Know It's Christmas?», cuyas ganancias fueron en ayuda a las personas que sufrían hambruna en África.
En julio de 1985 y como participación especial, Lancaster y Kircher se reunieron con el resto del grupo para tocar en el concierto Live Aid, que se celebró en el Estadio de Wembley de Londres. A principios de 1986, anunciaron a John Edwards y Jeff Rich como nuevos integrantes en reemplazo de Lancaster y Kircher, respectivamente. Uno de sus primeros conciertos con esta nueva alineación, se celebró el 11 y 12 de julio de 1986 en Londres como teloneros de Queen, mismas presentaciones donde grabaron el Queen at Wembley, y que inició una serie de conciertos por Europa como banda soporte de los británicos.
A fines de agosto del mismo año publicaron, In the Army Now, que logró un relevante éxito debido a la promoción de tres sencillos, de los cuales destacó la canción homónima. Dicho tema logró gran aceptación en varios países europeos e incluso su significado revolucionó a los jóvenes soviéticos, quienes la utilizaron como himno ante la rígida política de ese país. Esto provocó que cuando la banda se presentó en dicho país en 1988 —durante 14 noches en el Estadio Olimpiski de Moscú— las autoridades soviéticas controlaron cada uno de sus conciertos, ante la posible revolución de los jóvenes moscovitas.
Antes de finalizar la década publicaron los discos Ain't Complaining en 1988 y Perfect Remedy en 1989, que destacaron por incluir algunos elementos del pop rock. Esta adopción musical les significó una variedad de críticas tanto por la prensa especializada, como por sus propios fanáticos, y además una escasa atención en las listas musicales de Europa.

### Los noventa

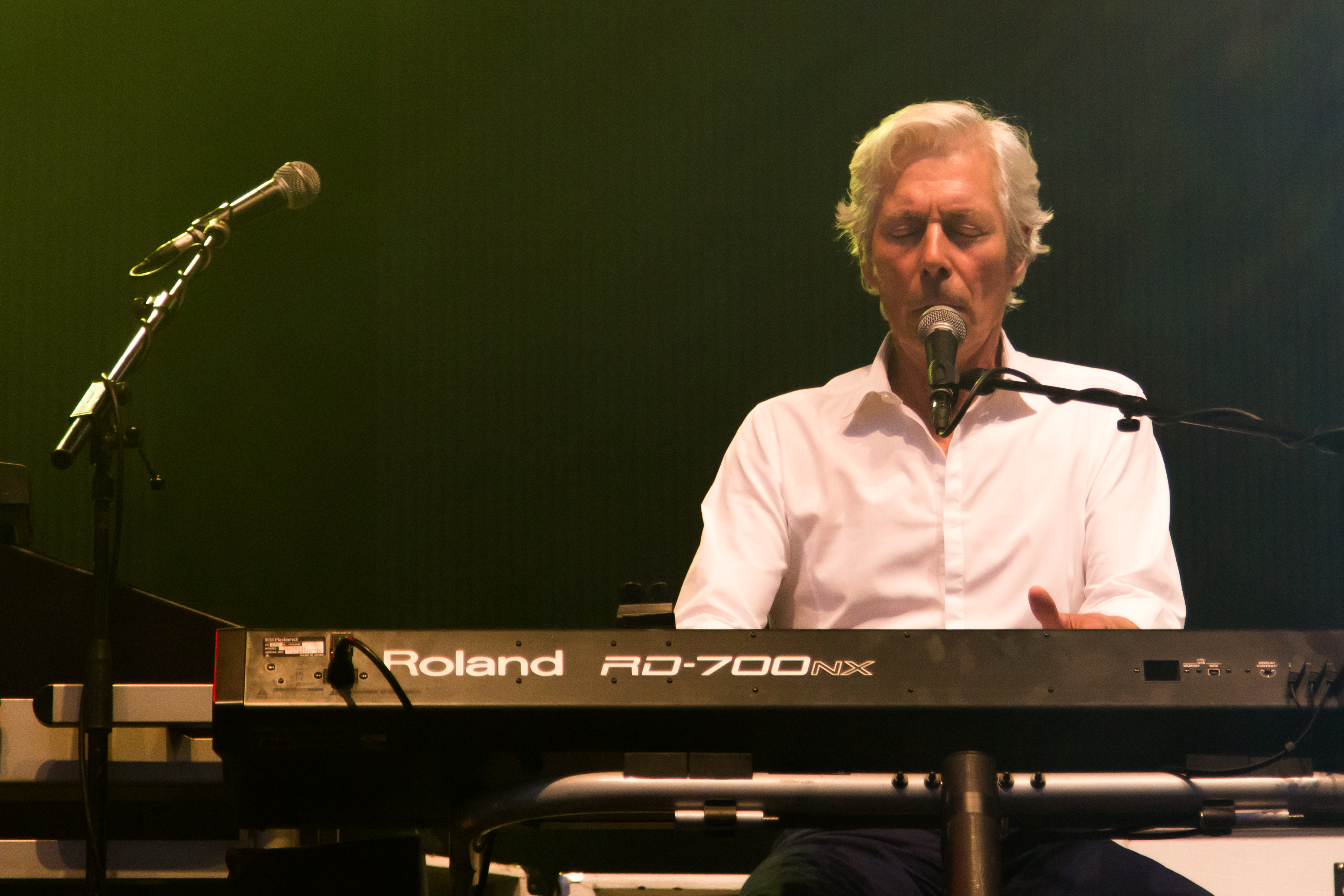
Andy Bown que ingresó en 1976, es el único multiinstrumentista de la banda.

Tras experimentar con algunos toques del pop rock, en 1991 volvieron en gran parte a su clásico sonido con el disco Rock 'til You Drop, que los posicionó de nuevo en los top 10 de la lista musical británica. En ese mismo año fueron condecorados con el premio Brit Awards por su destacada contribución a la música británica y recibieron el World Music Awards, por superar los 100 millones de copias vendidas en el mundo. El 21 de septiembre de 1991 y como parte de la gira promocional de su vigésimo trabajo, dieron cuatro conciertos en cuatro ciudades de Gran Bretaña (Sheffield, Glasgow, Birmingham y Wembley) en tan solo 11 horas con 11 minutos, que marcó un récord mundial, reconocido incluso por el Libro Guinness.
Tres años más tarde firmaron con Polydor Records y publicaron en agosto de 1994, Thirsty Work, que de acuerdo con el crítico David Roberts: «reveló un sonido más alternativo y ligero a su carrera». En 1996 pusieron a la venta su primer álbum de covers Don't Stop, que incluyó versiones de Fleetwood Mac, The Beach Boys, Robert Palmer y The Beatles, entre otros, y que les brindó un gran éxito comercial en su propio país. Durante su respectiva gira promocional, Rick Parfitt fue intervenido con una exitosa cuádruple cirugía de by-pass, que lo mantuvo lejos de la música por un poco más de tres meses. Ya a fines de la década firmaron con Eagle Records para publicar en 1999 el álbum Under the Influence.

### En el nuevo milenio

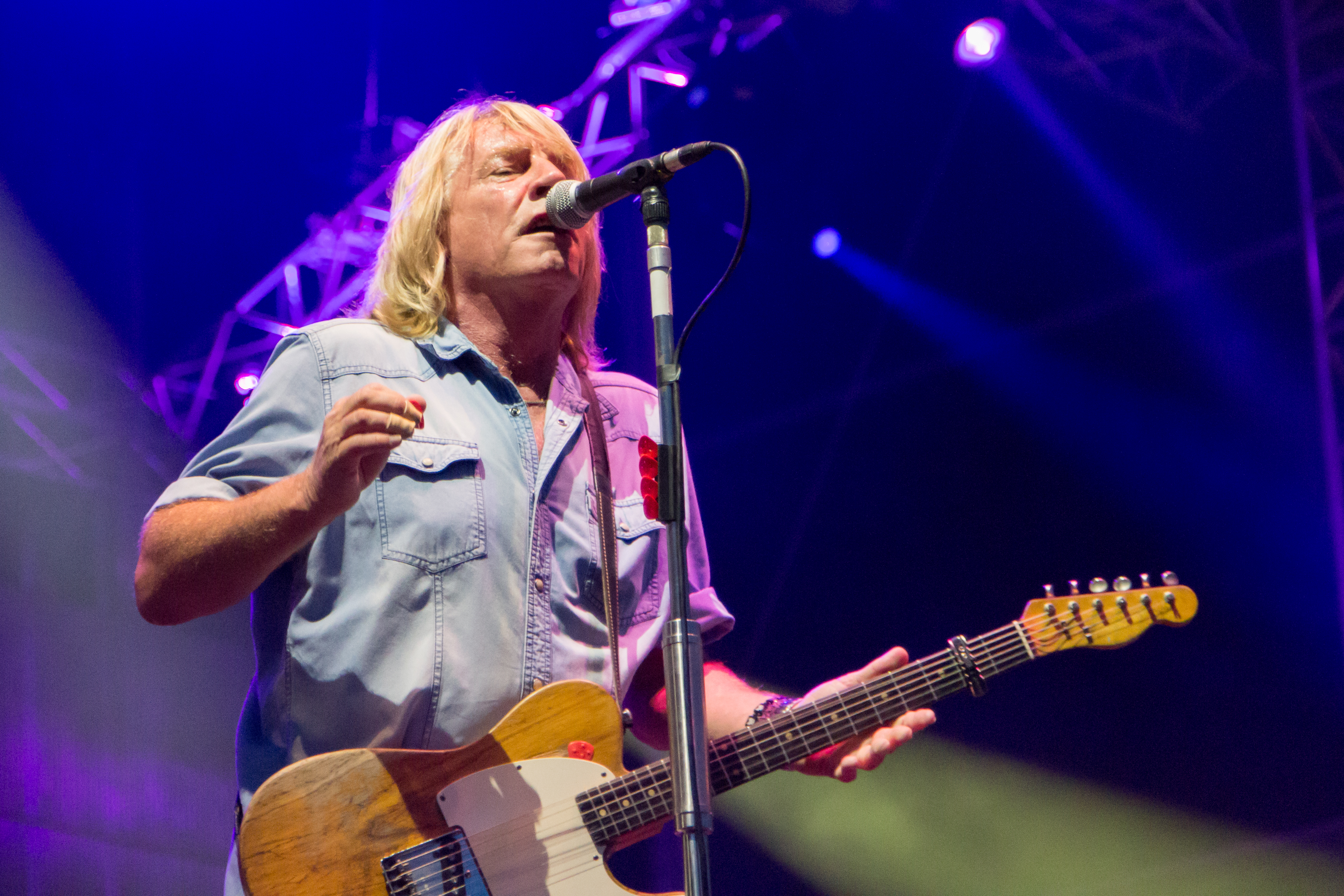
Rick Parfitt durante la década de los 2000 sufrió varias complicaciones de salud, debido a varios años de consumo de cigarrillos y alcohol.

A principios de 2000 firmaron con Universal Music y a los pocos meses después lanzaron su segundo álbum de covers, Famous in the Last Century, que incluyó versiones de Chuck Berry, Elvis Presley y Buddy Holly, entre otros. Luego de la gira promocional, Jeff Rich renunció a la agrupación para pasar más tiempo con su familia y fue sustituido por el inglés Matt Letley, conocido por ser músico de sesión de artistas como Bob Geldof, Vanessa Mae y Kim Wilde. Por aquel mismo tiempo, Andy Bown se tomó un año de descanso tras el fallecimiento de su esposa, por lo cual durante algunas presentaciones fue reemplazado por Paul Hirsh, exintegrante de Voyager.
En 2002 lanzaron Heavy Traffic, que marcó la reunión entre Francis Rossi con el compositor Bob Young, dupla que escribió los principales éxitos de la banda entre 1968 y 1981. Esta unión permitió que el disco fuese criticado positivamente, ya que en la gran mayoría de las reseñas se mencionó que el grupo recuperó la esencia de sus álbumes de los setenta. Al año siguiente pusieron a la venta Riffs, disco que incluyó once covers de otras agrupaciones y cuatro regrabaciones de sus propios éxitos como por ejemplo «Whatever You Want» y «Caroline». En septiembre de 2005 publicaron The Party Ain't Over Yet, cuya gira promocional se canceló dos meses después debido a que a Rick Parfitt se le diagnosticó cáncer de garganta. Después de varios exámenes se descubrió que era benigno y fue eliminado en su totalidad.
En mayo de 2006 Parfitt volvió a la banda completamente sano, cuya primera presentación se realizó en el National Exhibition Centre de Birmingham —que se convirtió a su vez en su show número 40 en dicho recinto— donde además se grabó el DVD, Just Doin' It - Live. El 1 de julio de 2007 fueron uno de los artistas que tocaron en el concierto Concert for Diana, evento conmemorativo para celebrar el cumpleaños cuarenta y seis de la fallecida Diana de Gales, ante más de 63 000 personas en el Estadio de Wembley. En el mismo año fundaron su propio sello discográfico Fourth Chord Records, con el cual publicaron su vigésimo octavo álbum de estudio In Search of the Fourth Chord, que recibió un relativo éxito en su propio país y que fue promocionado con una extensa gira por Europa hasta mediados de 2008.
Al finalizar la gira In Search of the Fourth Chord Tour, participaron con la banda alemana de música techno Scooter, para regarabar su clásico «Whatever You Want» en versión jumpstyle, que fue publicado como sencillo bajo el título de «Jump That Rock (Whatever You Want)». En diciembre de 2008 lanzaron su primer sencillo navideño «It's Christmas Time» como pista exclusiva del álbum recopilatorio Pictures - 40 Years of Hits, que alcanzó el puesto 40 en los UK Singles Chart.

### Los años 2010 y la giras de reunión de los Frantic Four

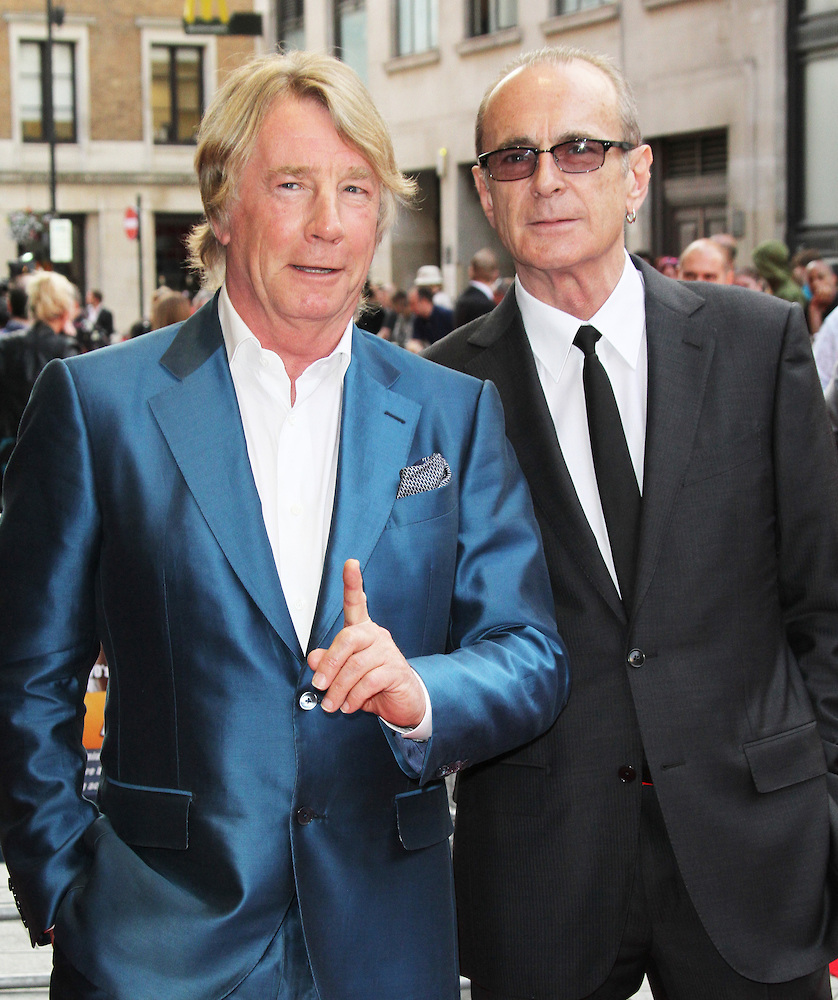
Rick Parfitt y Francis Rossi en la avant-premiere de su película Bula Quo!.

A principios de 2010, Rossi y Parfitt fueron condecorados como Oficiales de la Orden del Imperio Británico por sus servicios a la música y por su activa participación en organizaciones de caridad como The Prince's Trust, British Heart Foundation y en Nordoff-Robbins Music Therapy. En marzo del mismo año la revista Classic Rock fue el primer medio inglés en dar a conocer la futura reunión entre Status Quo y su antiguo bajista Alan Lancaster, quien comentó que había retomado las relaciones con sus antiguos compañeros para preparar una futura gira de reunión, pero que era poco probable para ese año. El 20 de septiembre de 2010 fueron condecorados por la organización PRS for Music con una placa ubicada en el The Welcome Inn de Well Hall Road en Eltham, en el sudeste de Londres, ya que en ese recinto tocaron por primera vez bajo el nombre de Status Quo el 13 de diciembre de 1967. Seis días después, junto con el coro The Cops of Army Music Choir regrabaron el tema «In the Army Now» para ser publicado como sencillo, que incluyó letra nueva y que cuyas ganancias fueron donadas a las fundaciones British Forces Foundation y Help for Heroes.
En mayo de 2011 lanzaron su álbum vigésimo noveno Quid Pro Quo, que alcanzó el décimo lugar en la lista musical británica, que a su vez se convirtió en su primer trabajo de estudio en entrar en los top 10 en el Reino Unido desde Don't Stop de 1996. En agosto del mismo año comenzaron a grabar su primer documental titulado Hello Quo!, cuya dirección estuvo a cargo de Alan G. Parker y que fue estrenado en los cines británicos el 22 de octubre de 2012. En abril del mismo año, a través de una conferencia anunciaron la grabación de su primera película que fue filmada durante algunas semanas en Fiyi y que se tituló Bula Quo!. El filme de 90 minutos de duración fue protagonizado por ellos mismos y contó con la participación especial de los actores Jon Lovitz, Craig Fairbrass y Laura Aikman. Su banda sonora se llamó precisamente Bula Quo!, que se publicó en junio de 2013 como su trigésimo disco de estudio, solo un mes antes que la película se estrenará en el Reino Unido.
El 17 de diciembre de 2012, Matt Letley anunció su retiro de la banda; su último concierto se celebró dos días después en el O2 Arena de Londres. Sin embargo, entre marzo y abril de 2013 fue convocado nuevamente para los conciertos por Australia y México, ya que la banda no tuvo tiempo para encontrar un nuevo baterista. A principios de marzo de 2013, Francis Rossi y Rick Parfitt realizaron una gira de reunión con Alan Lancaster y John Coghlan con un par de conciertos por algunas ciudades británicas, que se inició el 6 de marzo y culminó el 17 del mismo mes. De dichas presentaciones se grabó el DVD y álbum en vivo Back 2 SQ. 1 - The Frantic Four Reunion 2013, que llegó hasta el puesto 37 en el Reino Unido. En mayo de 2013 Leon Cave fue anunciado como nuevo baterista, solo semanas antes de embarcarse en la gira promocional de Bula Quo! que culminó a mediados de 2014. En marzo del mismo año la gira fue pausada por el segundo tour de reunión de la clásica formación llamada frantic four, que incluyó decenas de presentaciones por varias ciudades británicas, cuyo último show dado en Dublín fue grabado para el DVD y álbum en vivo The Frantic Four's Final Fling. En octubre de 2014 publicaron su primer disco unplugged Aquostic (Stripped Bare), que incluyó veinticinco de sus clásicos versionados en rock acústico y que logró el 5 lugar en la lista británica, su primer top 5 desde Don't Stop de 1996.

### Fallecimiento de Rick Parfitt y el presente
En junio de 2016, Rick Parfitt sufrió un grave ataque al corazón cuando la banda se encontraba en la ciudad turca de Antalya. Debido a su salud, el equipo médico y la banda decidió excluir al guitarrista de las siguientes presentaciones en vivo. Finalmente, Parfitt optó por alejarse de los escenarios durante el resto de 2016 luego de iniciar un estricto tratamiento que incluyó la colocación un desfibrilador en su pecho. No obstante, el 24 de diciembre del mismo año falleció en Marbella, España, como consecuencia de una grave infección después de haber ingresado a un hospital días antes por una herida en su hombro. Para cubrir su puesto, fue contratado el guitarrista irlandés Richie Malone que ya había sustituido a Parfitt en 2016.

## Estilo musical y comentarios de la crítica

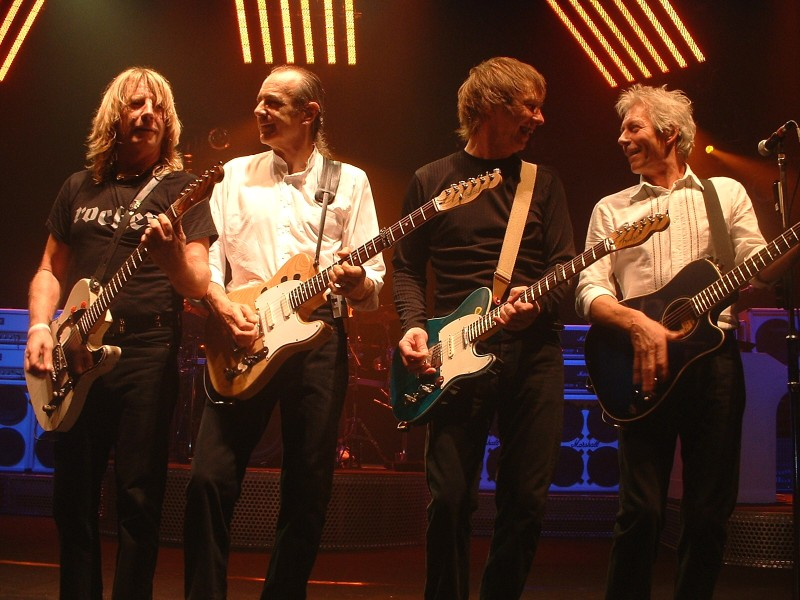
«Gerdundula» es una de las canciones de la banda con influencias de la música árabe y celta. Cuando la banda la interpreta en vivo, es tocada con cuatro guitarras.

Con más de sesenta años de historia desde su fundación en 1962, Status Quo ha tocado una infinidad de subgéneros musicales. No obstante, mayormente son conocidos por su boogie rock, que se ve en canciones simples con ritmos de 4/4 y por el uso de tres acordes. Para mantenerse vigentes durante todos esos años, la banda exploró ciertos elementos de las tendencias musicales que surgían en cada década. Por ejemplo, durante sus primeras producciones se involucraron con el rock, el beat y el pop psicodélico, que se considera como su etapa más innovadora. En la década de los setenta se encaminaron hacia el hard rock, blues rock, boogie woogie, boogie rock y rock and roll, gracias a la interacción creativa de las guitarras de Rossi y Parfitt. Adicional a ello, también grabaron canciones ligadas al folk rock y country rock, y en casos muy especiales incluyeron elementos de la música árabe y celta, como por ejemplo en el tema «Gerdundula» de 1971 y ciertos toques del heavy metal en «Mystery Song» de 1976. Esta variedad musical también se ve reflejada en algunas baladas como «Living on an Island» y «Rock 'n' Roll», que irónicamente es la canción menos roquera que alguna vez grabaron.
A partir de 1970, recuperaron en gran medida la proyección directa y auténtica del rock and roll de Chuck Berry, pero también se abrieron hacia el hard rock, siendo considerados como un exponente de dicho género en Europa. Sin embargo, a diferencia del resto de las agrupaciones de rock pesado, mantuvieron la sencillez en sus letras con el objetivo de entretener al público. Dicha unión de géneros musicales les permitió desarrollar un estilo particular que de acuerdo con Filippo Cassacia de la revista Rolling Stone, los posicionó como una banda transversal dentro de la música rock.
A pesar de ello, la banda fue durante bastante tiempo uno de los artistas más criticados de la escena británica, ya que decenas de críticos —principalmente ingleses— consideraban de manera unánime que su música era excesivamente simple. Sin embargo, en los últimos años surgió una valorización general por parte de la prensa, ya que algunos han considerado que su estilo demostró una complejidad y variedad mayor en comparación a otras agrupaciones británicas de fines de los sesenta y mediados de los setenta. Otras críticas apuntan que su música los convirtió en una banda vanguardista dentro de la corriente psicodélica, mientras que otros expertos han elogiado su autenticidad y pureza musical. Por último, Status Quo es considerado prácticamente como el único grupo musical inglés capaz de soportar el tiempo y las modas musicales, debido al fuerte apoyo del público durante los distintos períodos de la agrupación.

## Miembros

### Miembros actuales

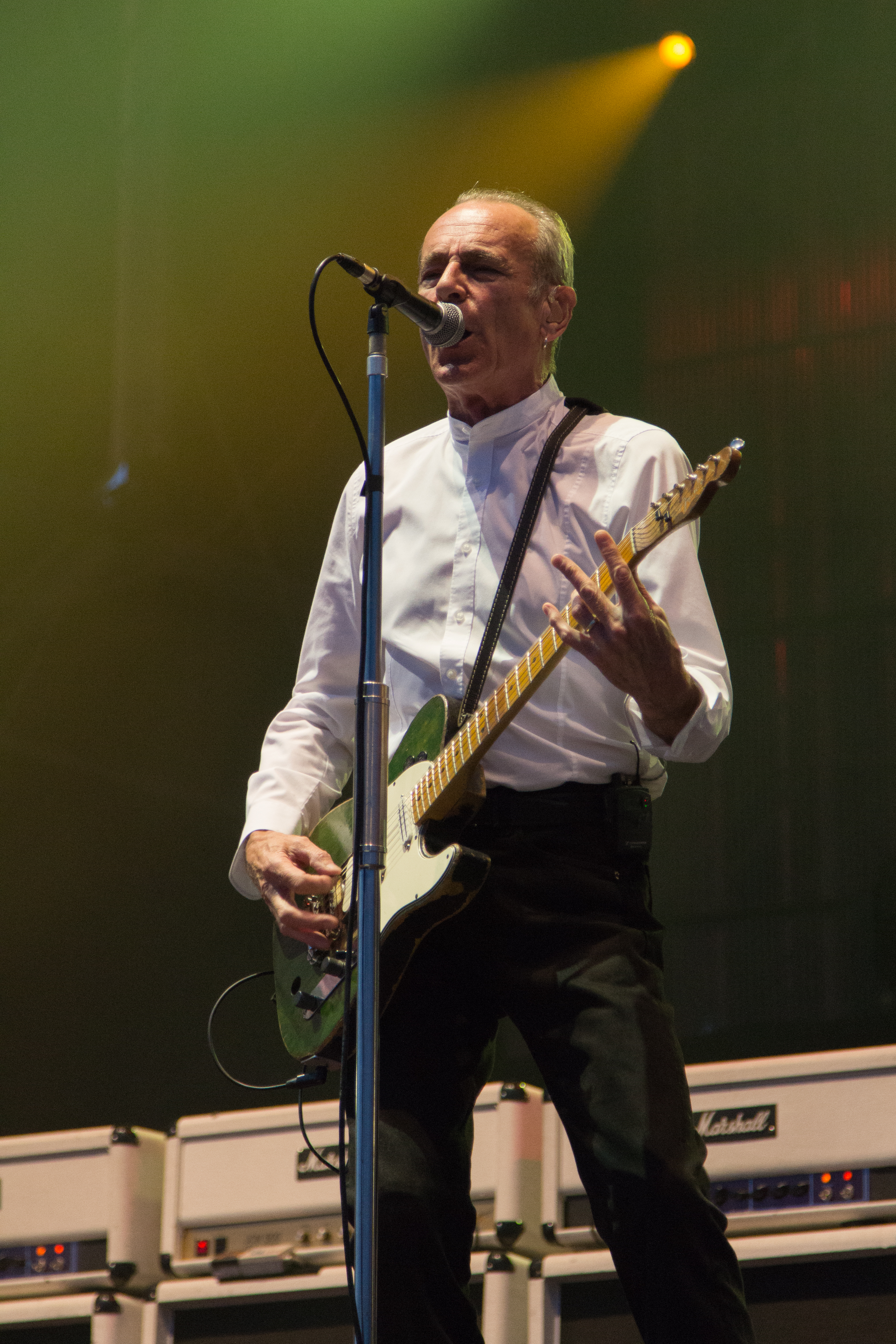
Francis Rossi voz y guitarra líder (1962-presente)
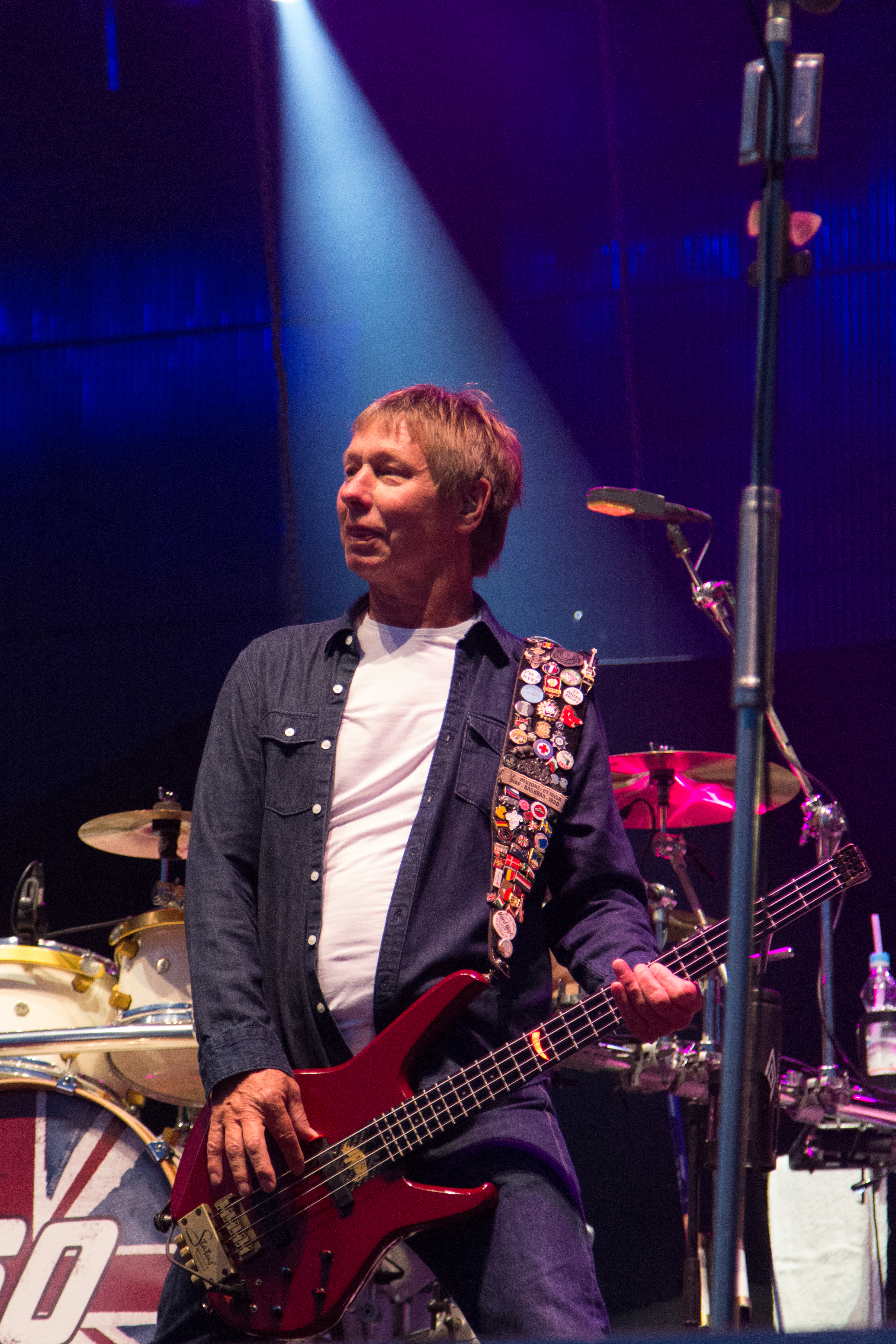
John Edwards bajo y coros (1986-presente)
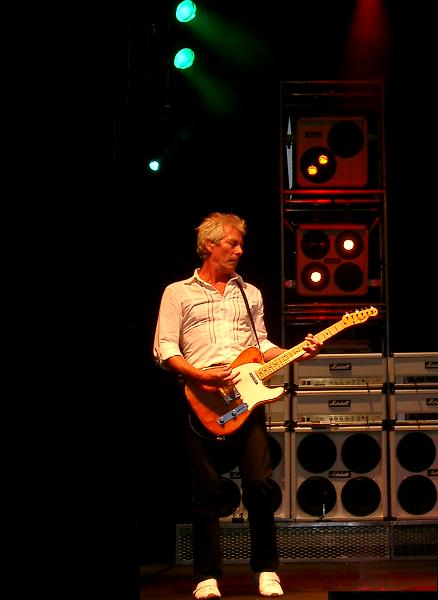
Andy Bown teclados, armónica, piano, guitarra y coros (1976-presente)
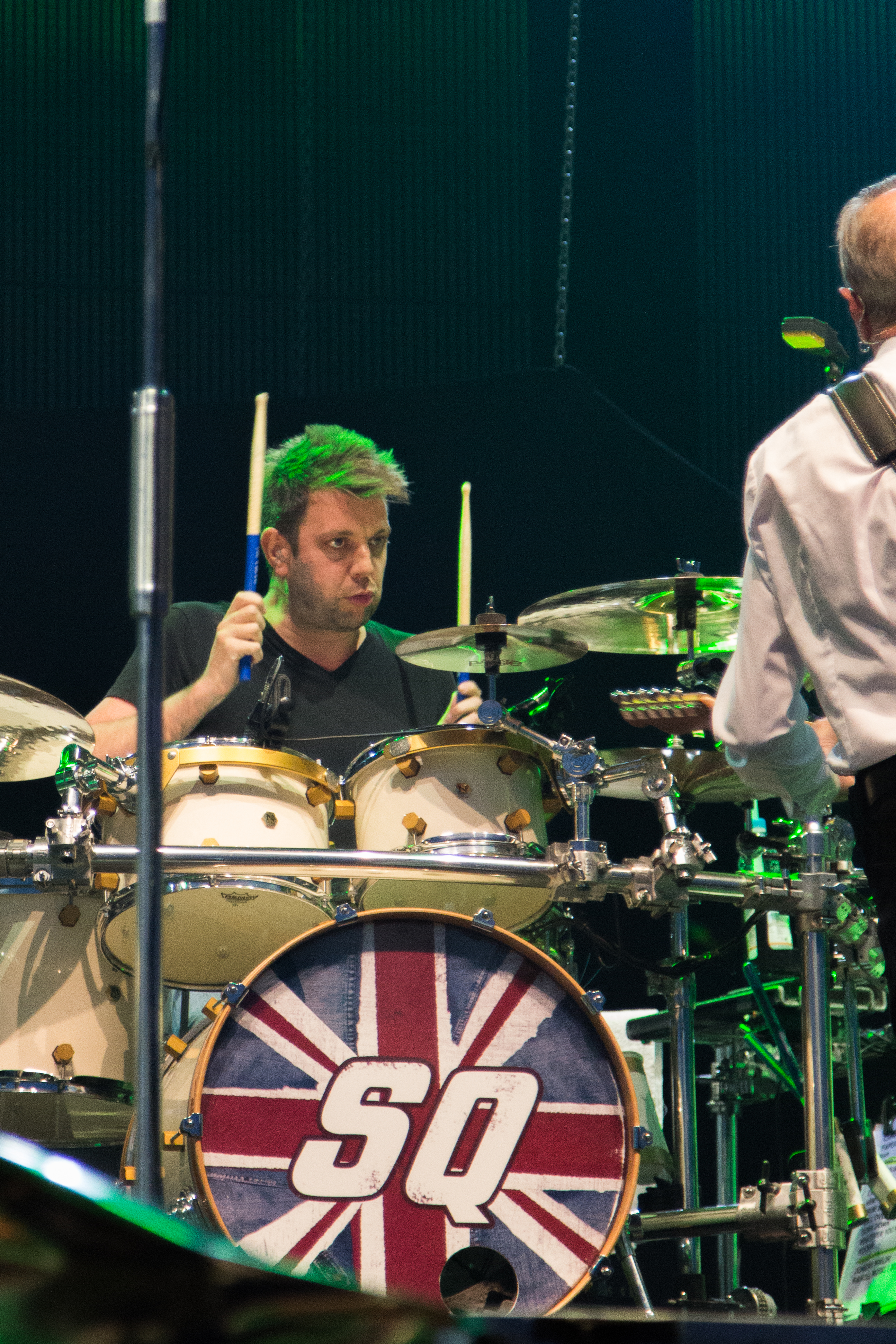
Leon Cave batería y percusión (2013-presente)
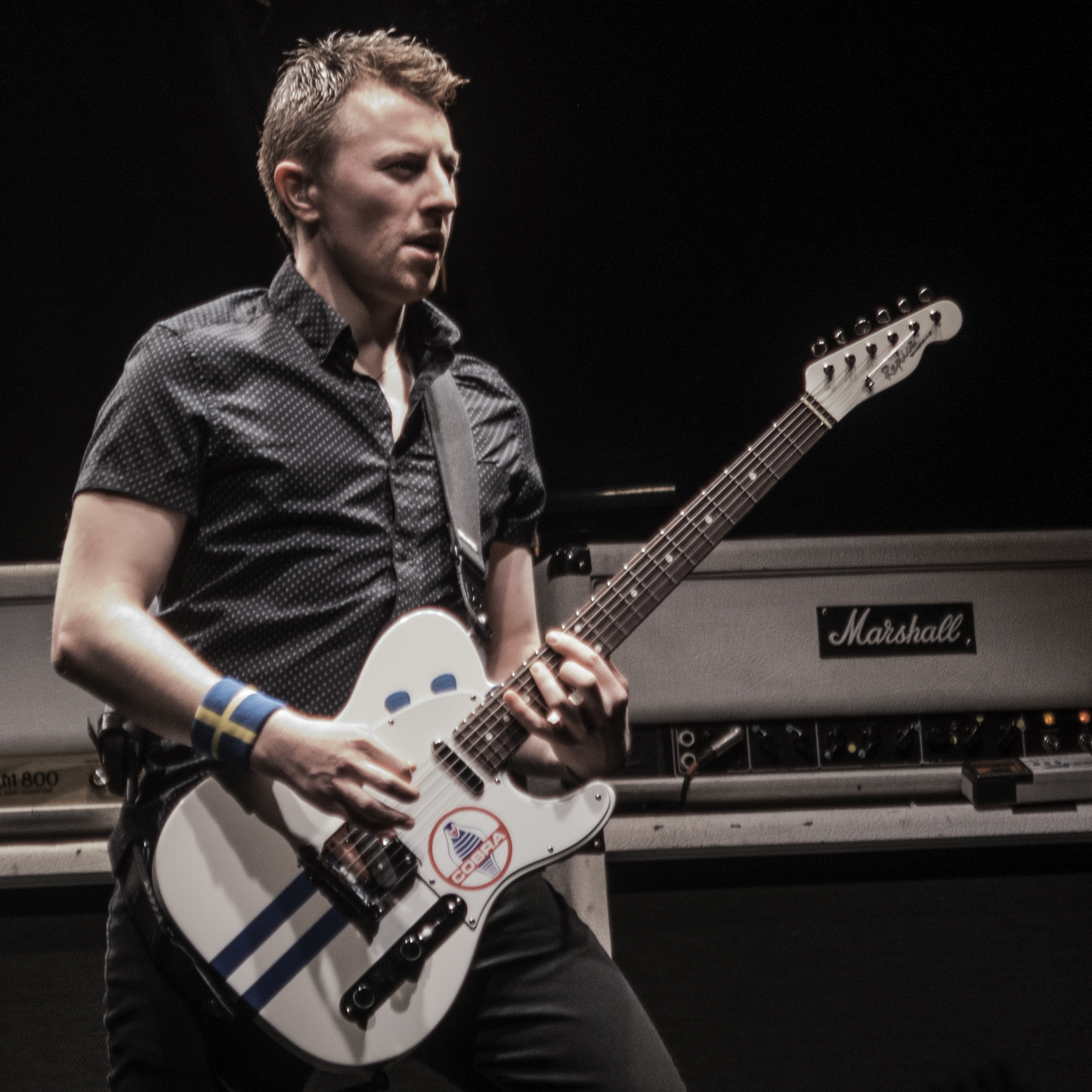
Richie Malone guitarra rítmica y coros (2016, 2017-presente)

| - Alan Lancaster: voz y bajo (1962-1984, reunión; 2013-2014) - John Coghlan: batería (1963-1981, reunión; 2013-2014) - Alan Key: batería (1962) - Pete Kircher: batería (1982-1985) - Jeff Rich: batería (1986-2000) - Matt Letley: batería (2000-2013) - Jess Jaworski: teclados (1962-1964) - Rick Parfitt: guitarra rítmica y voz (1967-2016) | - Bob Young: armónica (1970-1979, reunión; 2013-2014) - Paul Hirsch: teclados, guitarra rítmica y armónica (2000-2002) - Freddie Edwards: guitarra rítmica (2016) |

## Discografía
- Artículos principales: Anexo:Discografía de Status Quo y Anexo:Sencillos de Status Quo

### Álbumes de estudio
| - 1968: Picturesque Matchstickable Messages from the Status Quo - 1969: Spare Parts - 1970: Ma Kelly's Greasy Spoon - 1971: Dog of Two Head - 1972: Piledriver - 1973: Hello! - 1974: Quo - 1975: On the Level - 1976: Blue for You - 1977: Rockin' All Over the World - 1978: If You Can't Stand the Heat - 1979: Whatever You Want - 1980: Just Supposin' - 1981: Never Too Late - 1982: 1+9+8+2 - 1983: Back to Back | - 1986: In the Army Now - 1988: Ain't Complaining - 1989: Perfect Remedy - 1991: Rock 'til You Drop - 1994: Thirsty Work - 1996: Don't Stop - 1999: Under the Influence - 2000: Famous in the Last Century - 2002: Heavy Traffic - 2003: Riffs - 2005: The Party Ain't Over Yet - 2007: In Search of the Fourth Chord - 2011: Quid Pro Quo - 2013: Bula Quo! - 2014: Aquostic (Stripped Bare) - 2016: Aquostic II: That's a Fact! - 2019: Backbone |